# Стеван Фрицман
Стеван Фрицман, један од знаменитих Неготинаца (1842−1901), први апотекар у Неготину и предузетник, иницијатор оснивања Виноградарске задруге, Неготинске штедионице, пиваре и других хуманих и привредних организација. Био је један од ретких странаца који је цео свој радни век провео у Неготину.

## Биографија
Стеван Фрицман је рођен 1842. године у Братислави (Словачка). Школовао се у Модору, а фармацију завршава на Бечком универзитету. Од страних језика говори и пише немачки и српски. У Неготин долази 1869. године када му је било 27 година. За заслуге у развоју Неготина, дана 4.06.1900. године одликован је орденом Св. Саве V реда, на предлог Начелника Крајинског округа Саве Ђукановића. Раније је већ био одликован Таковским крстом V реда. Стеван Фрицман је преминуо 10.05.1901. године и сахрањен је у Београду.

## Активности
На Михољданској скупштини 1867. године усвојен је „Закон о болницама и апотекама“. По том закону, сваки округ је морао да има своју болницу и апотеку. Већ 1868. године отвара се прва болница у Неготину.
Концесију за отварање апотеке 30. јула 1869. године,  добија фармацеут Стеван Фрицман. Исте године је опрема, али не успева да је отвори. Обраћа се Крајинском окружном начелству са молбом да пошаљу комисију за преглед апотеке и добијање дозволе за рад. Дана 17.01.1870. године добија одговор да комисија не може да прегледа апотеку, јер Фрицман није приказао средства којима располаже за отварање исте. Већ 20.04.1870. године Начелство Крајинског округа шаље комисију да детаљно прегледа апотеку, након чега даје позитивну оцену и препоруку да апотека испуњава све прописане услове за рад. Прва апотека у Неготину је отворена у згради Николе Стојановића – Лучанина, која се и данас налази у улици Кнеза Милоша.
Након отварања неготинске болнице, Стеван Фрицман је исту снабдевао лековима и санитетским материјалом из своје апотеке. После годину дана рада, 1871. године, Фрицман конкурише на место апотекара у Државној хемијској лабораторији код хемичара и фармацеута Фернинанда Шамса. Пошто није примљен на конкурс, остаје у Неготину, након чега се жени ћерком Др Димитрија Милићевића, иначе Окружног физикуса, и цео свој радни век проводи у Неготину.
Апотека Стевана Фрицмана је дуго била једина апотека у Крајинском округу. Због доброг пословања, Фрицман је узимао апотекарске практиканте. Године 1876. то је био Антон Халуб а касније, 1888. године и Рудолф  Бане. Фрицман својим радом и уз помоћ својих сарадника и таста Др Патриција Черњуја који је био Крајински окружни физикус, стиче значајан капитал. То му омогућава да сагради велику кућу са великом јединственом баштом, пуном разноврсног биља којих није било у Крајини. Неговао је многе биљке које је касније користио за справљање лекова.
Стеван Фрицман је постао члан Позоришно-певачке дружине, а касније и Неготинског певачког друштва. Активни је учесник у културном животу града Неготина, али и добротворних друштава и њихових културних и хуманитарних акција.
Радећи у Неготину, Фрицман је био сведок разних епидемијских болести. Иначе, у Крајини су доминирале стомачне болести, а узрок је био недостатак здраве пијаће воде и здравог ваздуха. Након неколико епидемија колере 1885. године, донета је одлука о изградњи водовода. Њени главни покретачи су били апотекар Стеван Фрицман и његов таст Др Димитрије Милићевић. Хемијским анализама Фрицман је доказао да је вода нездрава, пуна хлора и азотних једињења. Извршио је анализу два најближа извора пијаће воде: Барбарош код села Душановца и на брду Бадњеву. Узорци воде су послати управнику Државне хемијске лабораторије и инсепктору свих апотека, Фернинанду Шамсу у Београд. Након извршених анализа, које су показале да је квалитет воде са ових извора добар, Фернинанд Шамс Неготину препоручује да се водовод гради и да користи воду са извора Барбарош. Али, Стеван Фрицман, физикус Димитрије Милићевић и Окружно начелство доносе одлуку да се као извор за градски водовод користи бадњевски извор. Вероватно зато што је тај извор ближи Неготину, па ће и трошкови бити мањи. Водовод је завршен 6.11.1887. године.
У време изградње водовода (1885. – 1887.), Стеван Фрицман се бавио и финансијским пословима. Године 1887. добија дозволу за оснивање Прве неготинске штедионице. За председника штедионице изабран је Стеван Фрицман, а за потпредседника Стојко Здравковић, као и шест чланова управног одбора. У почетку, штедионица успешно послује. У првих шест месеци остварује добит од 76.726.21 динар. Убрзо, она почиње да одобрава кредите за непоректности, за комисионе послове и зидање зграда. Од 1891. године почиње сумња акционара у рад штедионице. Изгласано је неповерење управи, те се формира нов управни одбор (на челу са Стеваном Фрицманом), али ни тада она не враћа поверење својих акционара. Неготинска штедионица престаје са радом у последњим годинама 19. века. Уместо неефикасне Неготинске штедионице, 1901. године група неготинских трговаца оснива Крајинску банку. Дана 20.08.1901. године званично почиње са радом Крајинска банка у чијем оснивању и раду не учествује Стеван Фрицман.
Крајем 19. века у Србији, а и у Европи, појављује се филоксера, која је уништавала винограде и тако у многоме смањила производњу вина у целој Еврпи. Године 1890. Крајински виноградари оснивају винарску задругу, на чијем је челу Стеван Фрицман. Винарска задруга закупљује од Општине Неготин преко 20 хектара земље за нове винограде, али је проблем што се већина засада винове лозе одмах сушила, заражена филоксером. Године 1895. задруга шаље стручњаке и Стевана Фрицмана у Арад, Вршац и друге градове. Стеван Фрицман доводи два страна стручњака у помоћ. Пошто задрузи прате многе финансијске тешкоће (кредити, презадуженост), она значајнији профит стиче тек након десет година рада.
Стеван Фрицман 1899. године оснива још једно акционарско друштво: Неготинску акционарску индустријску задругу. У оснивачкој групи, поред Фрицмана били су још: Станоје Нешић, Ђока Душановић, Димитрије Димитријевић, Димитрије Сечански, Димитрије Станојевић, Никола Димић, Сретен Манојловић, Цветко Јовановић, Илија Анђелковић, Јосиф Ђорђевић, Ђорђе – Ђока Лазаревић и Лазар Нинић. Први задатак задруге био је откуп пиваре предузетника Ђорђа – Ђоке Лазаревића. Након откупа она одмах почиње са радом. Добит пиваре је био скроман. Због слабе добити пиваре, број акцонара се смањивао, јер им није била исплаћивана остварена добит. Први пут је добит исплаћена 1904. године за последње три године. Са истим, слабим резултатом, пивара ради и у времену после 1906. године.